# Semeiskie
Les Semeiskie (russe : Семейские) sont une communauté de « Vieux-Croyants » d'environ 200 000 personnes en Transbaïkalie, c'est-à-dire à l'est du lac Baïkal.
« L’espace culturel et la culture orale des Semeiskie » a été proclamé en 2003 puis inscrit en 2008 par l'UNESCO sur 
la liste représentative du patrimoine culturel immatériel de l’humanité.

## Histoire
Au XVIIe siècle, à la suite du schisme de l'Église orthodoxe russe, les vieux-croyants de diverses régions de Russie durent s’exiler en Sibérie sous le règne de Catherine II.

## Traditions
Les Semeiskie parlent un dialecte de Russie méridionale emprunt de biélorusse, d'ukrainien et de bouriate. Ils pratiquent encore les anciens rituels orthodoxes antérieurs au schisme et perpétuent des activités quotidiennes fondées sur le culte de la famille et des principes moraux stricts. Le mot Semeiskie signifie « ceux qui vivent en famille » et est certainement lié au fait que les vieux-croyants étaient déportés en Sibérie par familles entières.
Les Semeiskie  se distinguent également par leur costume traditionnel, leur artisanat, leurs maisons, leur peinture, leur art décoratif, leur nourriture et leur musique. 

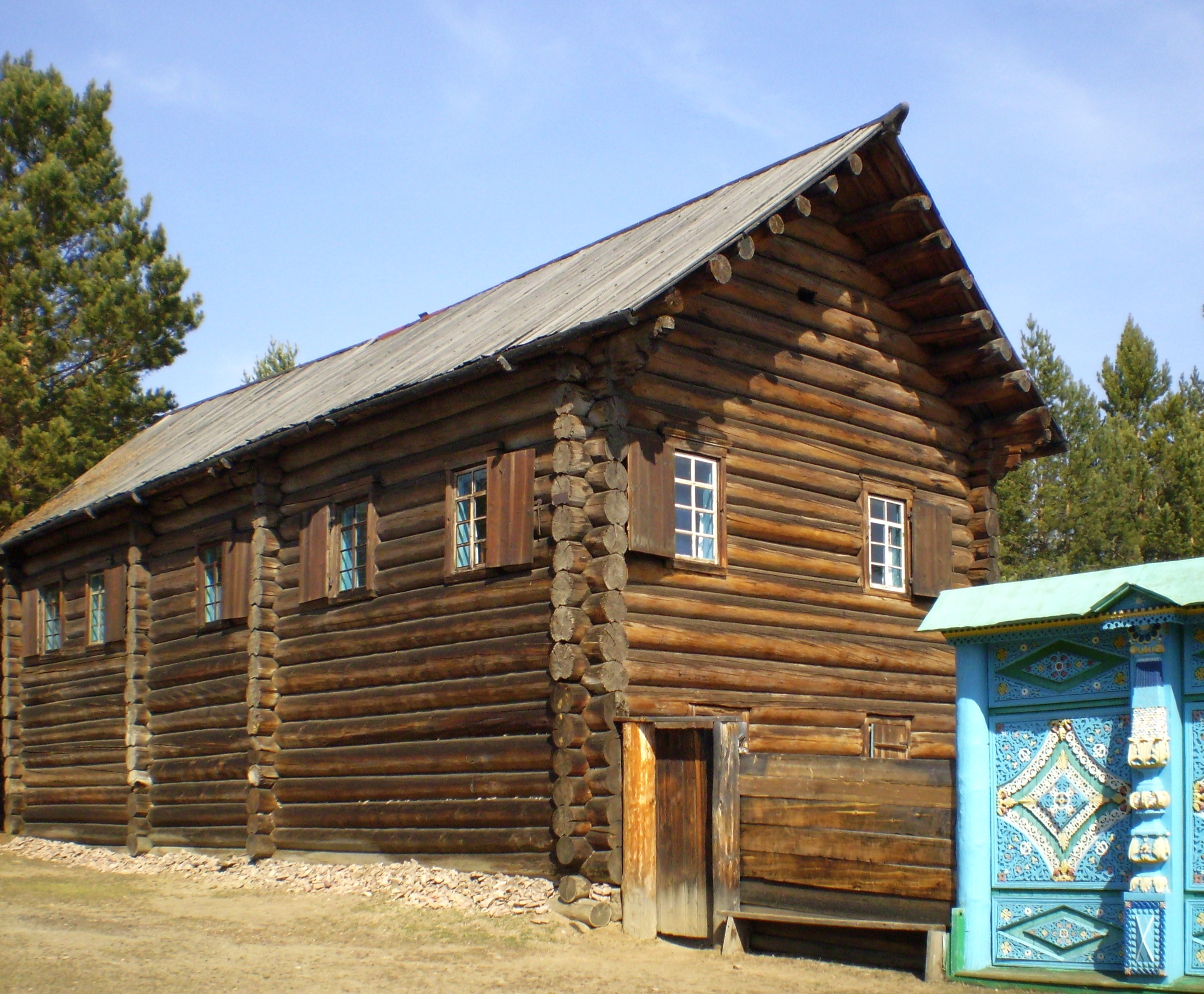
Une maison de vieux-croyants au musée ethnographique d'Oulan-Oudé
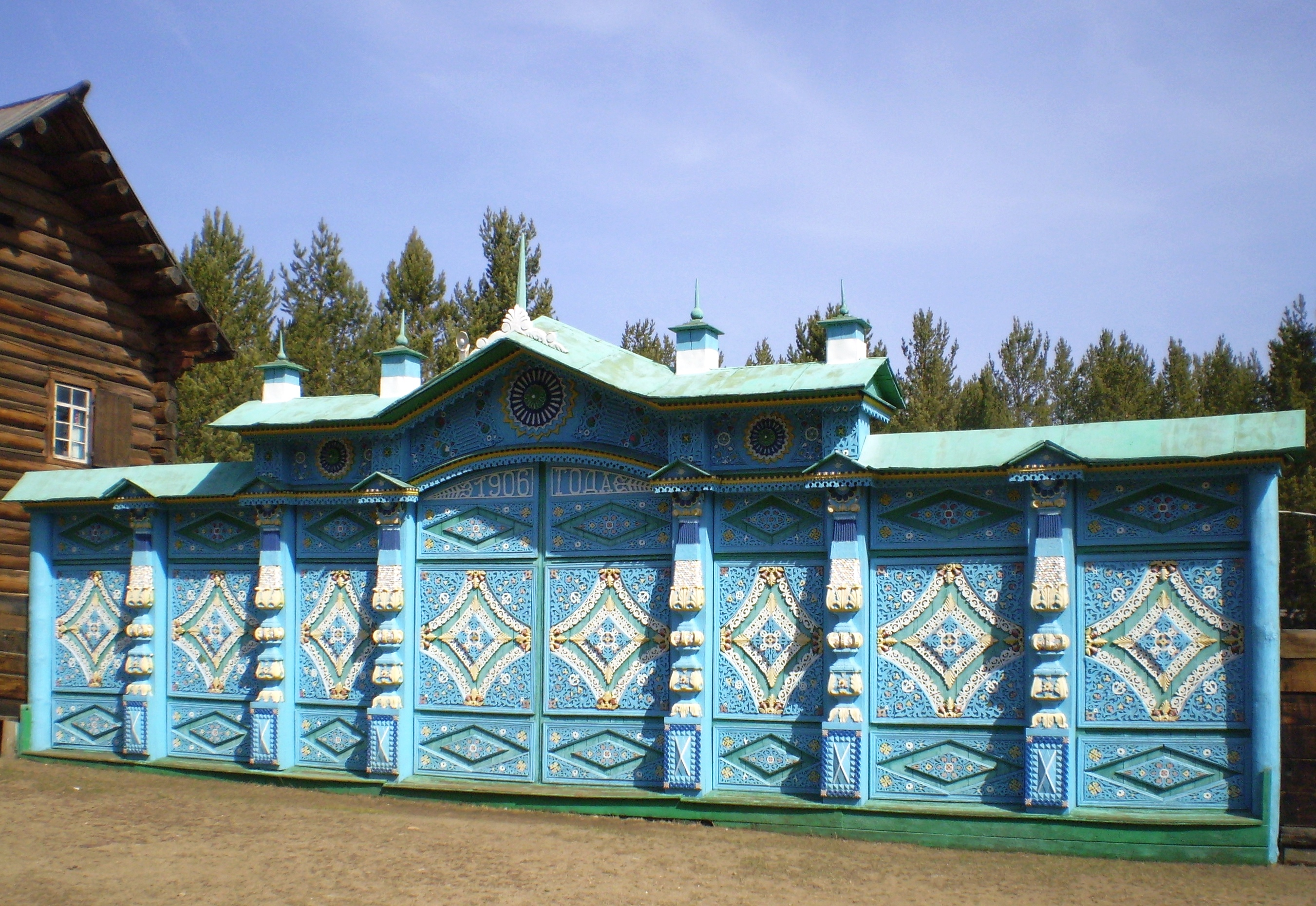
Portail de maison de vieux-croyants au musée ethnographique d'Oulan-Oudé

### Chants
Leurs chœurs polyphoniques de chants traditionnels dits « traînants » se forment à l’occasion des fêtes familiales et populaires et trouvent leur origine dans la musique liturgique russe du Moyen Âge. À cette époque, les chants religieux utilisaient une prononciation spéciale qui insérait des voyelles supplémentaires entre les consonnes et après la consonne finale. L’Église orthodoxe officielle et certains groupes de vieux-croyants ont ensuite rejeté cette prononciation pour utiliser une prononciation plus compréhensible.

### Les églises
Ce sont des lieux de conservatoire vivant du rite russe ancien. Elles sont regroupées au sein du diocèse de Sibérie (Сибирская митрополия) de l'Église vieille-orthodoxe russe. À l'issue de la période soviétique, une seule église restait en activité.
En 2019, leur nombre était supérieur à quinze.